# Girls (serietidning)
Girls är en amerikansk tecknad serie, en science fiction-serie publicerad i egen serietidning utgiven med 24 nummer av serieförlaget Image Comics, maj 2005 till april 2007. Serien är skapad av bröderna Jonathan och Joshua Luna och handlar om den sömniga småstaden Pennystown som blir attackerad av en grupp nakna äggläggande kvinnor.